# De raven van meneer Walser
De raven van meneer Walser is een hoorspel van Wolfgang Hildesheimer. Herrn Walsers Raben werd op 8 maart 1960 uitgezonden door de Norddeutscher Rundfunk. De VARA zond het uit op woensdag 1 maart 1961, in een vertaling van Willy Wielek-Berg en onder regie van Jan C. Hubert. Het duurde 69 minuten.

## Rolbezetting
- Jan Borkus (Adrian Walser)
- Wiesje Bouwmeester (tante Cosima)
- Mien van Kerckhoven-Kling (mevrouw Borgward)
- Louis de Bree (meneer Mönkeberg)

## Inhoud
Adrian Walser, een jonge vrijgezel, wordt door zijn huishoudster, mevrouw Borgward, laat in de morgen gewekt. Hij voert met haar een gesprek waaruit blijkt dat hij een wonderlijke relatie heeft met een troep raven voor zijn venster en bovendien een uit antipathie en slecht geweten gevoede prikkelbaarheid tegenover verwanten bezit. Het ochtendgesprek wordt onderbroken door het telegram van een dame, Cosima, die zich voor het middagmaal aanmeldt. Mevrouw Borgward meent dat het om Walsers jongste tante van moederszijde gaat en zucht: “Hopelijk is zij tenminste de laatste”, maar Walser zegt dat zijn oom Nikolaus er jammer genoeg ook nog is, maar niemand weet waar die uithangt… Nu komt Cosima en kort daarna ook een meneer Mönkeberg, die zich voorstelt als Cosima’s (freelance) lijfwacht en in de kamer ernaast bij mevrouw Borgward blijft. Tussen tante en neef ontstaat een opgewonden discussie. Enerzijds beschuldigt ze Adrian, die zich met veelzeggende woorden verdedigt, de moordenaar van alle verwanten te zijn, anderzijds poogt ze hem de hand van haar dochter op te dringen. Ze rekent, zoals ze bekent, op een toelage, als deze dochter door haar bemiddeling aan Walsers vermogen participeert. Walser is uit goedmoedigheid soepel tegenover verwanten. We vernemen dat hij zelfs onmondige kinderen ondersteunt van de verdwenen oom Nikolaus (die helemaal geen kinderen had). Nu wil hij, enkel om Cosima’s dochter niet te moeten huwen, de beide dames zelfs een rente uitbetalen. Verwanten zijn echter niet bescheiden, Adrian weet het. Daarom heeft hij immers destijds oom Fabian, de tantes Patricia en Winifred en vele anderen in raven veranderd – zogezegd uit zelfverdediging. Over oom Fabian heeft hij heel veel spijt: hij heeft hem betoverd alvorens hij van hem die terugtoverformule te weten kwam. Nu kent alleen nog de verdwenen Nikolaus ze. Ontzet schreeuwt tante Cosima om Mönkebergs hulp, maar te laat: Adrian sprak reeds het toverwoord uit en de tante zweeft weg. Mönkeberg ontpopt zich echter als de verdwenen oom die tegen Adrian aan toverkracht minstens opgewassen is, hem misschien zelfs overtreft. Wie van de beide mannen zal de andere nu overvleugelen? Beiden weten: de toverformule werkt alleen op degene die z’n kalmte verliest…